# Basatin al-Assad
Basatin al-Assad (tiếng tiếng Thổ Nhĩ Kỳ: Bisitîn, tiếng Ả Rập: البيضة, đã Latinh hoá: Basateen) là một ngôi làng ở phía tây bắc Syria, một phần hành chính của Tỉnh Tartus, nằm ở phía bắc Tartus. Các địa phương gần đó bao gồm Baniyas ở phía bắc, Kharibeh ở phía đông nam và al-Bayda ở phía nam. Nó nằm ở phía đông của bờ biển Địa Trung Hải.
Theo Cục Thống kê Trung ương Syria, Basatin al-Assad có dân số 3.228 người trong cuộc điều tra dân số năm 2004. Cư dân của Basatin al-Assad, cũng như thành phố Baniyas, al-Bayda và Marqab, chủ yếu là người Hồi giáo Sunni, trái ngược với phần lớn khu vực chủ yếu là nơi sinh sống của các thành viên của cộng đồng Alawite.